# Cixius vittatus
Cixius vittatus är en insektsart som beskrevs av Tsaur 1991. Cixius vittatus ingår i släktet Cixius och familjen kilstritar. Inga underarter finns listade i Catalogue of Life.